# محوطه کهللر
محوطه کهللر مربوط به سده‌های اولیه دوران‌های تاریخی پس از اسلام است و در شهرستان نیر، بخش مرکزی، دهستان رضاقلی خان قشلاقی، روستای یامچی سفلا واقع شده و این اثر در تاریخ ۱۸ اسفند ۱۳۸۷ با شمارهٔ ثبت ۲۴۹۴۰ به‌عنوان یکی از آثار ملی ایران به ثبت رسیده است.